# Vildagliptine
Vildagliptine (merknaam Galvus) is een oraal bloedglucoseverlagend geneesmiddel dat in 2008 door Novartis op de markt werd gebracht als medicatie voor diabetes mellitus type 2. Het middel is toegelaten op de Europese markt maar is door de FDA niet op de Amerikaanse markt toegelaten; Novartis heeft het verzoek tot goedkeuring door de FDA ingetrokken vanwege aanvullende onderzoekseisen die de FDA stelde vanwege het optreden van nier- en huidproblemen bij de eerste dierproeven.
Vildagliptine behoort tot de groep van dipeptidylpeptidase-4- oftewel DPP-4-remmers, waartoe ook sitagliptine behoort. Vildagliptine beïnvloedt de hormonen GLP-1 en GIP, die verantwoordelijk zijn voor verhoging van de afgifte van insuline door de bètacellen, en onderdrukking van de glucagonafgifte door de alfacellen van de eilandjes van Langerhans in het pancreas.
Het Europees Geneesmiddelenbureau (European Medicines Agency, EMA) heeft in 2008 het combinatiepreparaat Eucreas door Novartis met metformine goedgekeurd.